# HPG (acteur pornographique)
Pour les articles homonymes, voir HPG.
Hervé-Pierre Gustave, dit HPG, né le 8 juin 1966, est un acteur, réalisateur et  producteur français de films pornographiques. Il fait partie des pionniers et principaux auteurs du « gonzo » en France. Il a également réalisé et interprété plusieurs films non pornographiques.

## Biographie
Avant de commencer sa carrière de « hardeur », HPG traîne beaucoup dans les peep shows parisiens de la rue Saint-Denis, où il regarde en cabines des films X qui l'amènent à découvrir sa vocation. En 1988, il devient stripteaseur dans une salle du quartier Saint-Denis, jouant dans des spectacles où il fait l'amour sur scène. Dans une interview, il explique les raisons de ce parcours : « Quand j’étais petit, je souffrais de tendresse, j’arrivais pas à draguer, donc j’ai commencé à me prostituer, et j’en suis venu au porno. »
En 1990, il tourne son premier film pornographique intitulé Une Brésilienne au Trocadéro : une « merde sans nom » selon lui. La même année, il apparaît aussi, sous le pseudonyme de Denis Vauthier, dans Service actif de Jean-Daniel Cadinot, qui constitue sa seule apparition comme acteur dans un film gay. Par la suite, il se fait vite un nom dans le milieu du cinéma pornographique et enchaîne pas moins de six cents films. Mais c'est à partir de 1995 que la carrière d'HPG prend de l'ampleur, accédant au statut envié de « porno-star » reconnue.
Avant-gardiste du sexe, il est dès lors bientôt nommé chaque année dans la catégorie meilleur acteur européen au « Hot d'Or » et dans de nombreux festivals, mais n'obtient jamais le titre tant convoité. Selon HPG lui-même, il est « trop avant-gardiste », et « pas assez commercial ».
Son style, avant-gardiste pour l'époque, précurseur du courant américain du gonzo, est bien souvent incompris et parfois férocement combattu.
La diffusion sur Canal+, le 9 janvier 2001, de HPG, son vit, son œuvre, un documentaire suivant sa vie et son travail au quotidien pendant un an, est l'occasion d'une polémique dans les médias : l'association Les Chiennes de garde proteste, et L'Express dénonce l'image dégradante des femmes véhiculée par une « suite d'inepties avilissantes, masquant mal une peur panique du sexe féminin » où HPG apparaît quant à lui comme un « potache priapique incapable de mesurer les conséquences de ses actes mais pas mauvais bougre ». La chaîne cryptée déprogramme ensuite toutes les rediffusions du reportage d'HPG. 
En 2002 sort le livre HPG, autobiographie d'un hardeur chez Hachette édition. En tant que producteur, il déclare assumer les conditions de tournages parfois sordides de ses films, en assurant : « S'il me fallait arrêter une scène sous prétexte que la fille arrive dans le porno poussée par le malheur ou la misère, je ne ferais pas beaucoup de films. »
En 2006 est diffusé son premier long métrage, On ne devrait pas exister. En 2012 est diffusé son second long métrage, Les Mouvements du bassin.
En 2014, HPG termine son troisième long métrage Fils de (titre international : What's Your Job Daddy?), présenté au festival du film de Locarno. Distribué par Capricci Films, le film sort en France le 29 octobre. La même année, il intègre l'anthologie cinématographique Cinématon de Gérard Courant. Il est le numéro 2830 de la collection.

## Filmographie

### Pornographique (sélection)
- 1994 : Citizen Shane, de Marc Dorcel
- 1996 : La Fièvre de Laure, de Serge de Beaurivage (Marc Dorcel)
- 1998 : 24 Heures d'amour, de John B. Root (JBR Média)
- 1999 : Le Principe de plaisir, de John B. Root (JBR Média)
- 2000 : XYZ, de John B. Root (JBR Média)
- 2001 : Destroy Sex, de Patrick David (JBR Média)
- 2001 : Lilith, d'Ovidie (Marc Dorcel)
- 2001 : Leçons anales pour petites salopes, de David Caroll (Horus)
- 2002 : Une nuit au bordel, de John B. Root (Marc Dorcel)
- 2002 :  Axelle, de Martin Cognito (Colmax)
- 2002 : French Beauty, de John B. Root (JBR Média)
- 2003 : Scandale, de Fred Coppula (Fred Coppula prod)
- 2002 :  Virginie, de Martin Cognito (Colmax)
- 2002 : Xperiment, de John B. Root (JBR Média)
- 2003 : Les Célibataires, d'Alain Payet (Blue One)
- 2003 : Le Palais des phantasmes, d'Alain Payet (Blue One)
- 2004 : En toute intimité, d'Angela Tiger (Marc Dorcel)
- 2005 : Tentations d'une femme mariée, de Fred Coppula (JTC Vidéo)
- 2007 : Le Camping des foutriquets, de Yannick Perrin (VCV Communication)
- 2007 : Le Démon, de Jack Tyler (V. Communications)
- 2007 : Le Point G, d'Ovidie (V. Communications)

### Non pornographique

#### Acteur
- 1995 : 3000 scénarios contre un virus, segment La Chambre de Cédric Klapisch : un homme
- 1995 : Acteur X pour vous servir (court métrage) de lui-même : lui-même
- 1999 : Romance de Catherine Breillat : un homme
- 1999 : HPG, son vit, son œuvre de lui-même : lui-même
- 2000 : Baise-moi de Virginie Despentes et Coralie Trinh Thi : Martin
- 2001 : Le Pornographe de Bertrand Bonello : un acteur
- 2004 : Hypergolique (court métrage) de lui-même : Hervé
- 2004 : 21 x 5 (court métrage) de lui-même : lui-même
- 2006 : On ne devrait pas exister de lui-même  : lui-même
- 2008 :  J'ai rêvé sous l'eau d'Hormoz : déménageur
- 2009 : Une affaire d'État d'Éric Valette : le chauve
- 2012 : Les Mouvements du bassin de lui-même : Hervé
- 2012 : Il n'y a pas de rapport sexuel[4],[5] (documentaire) de Raphaël Siboni  : lui-même
- 2013 : 20 ans d'écart de David Moreau : Claude Malle
- 2013 : Ma version (court métrage) de lui-même : lui-même
- 2014 : Cinématon #2830 de Gérard Courant : lui-même
- 2014 : Fils de de lui-même : lui-même
- 2018 : Marion de lui-même : lui-même
- 2021 : Super Z de Julien de Volte et Arnaud Tabarly : Francis

#### Réalisateur et scénariste
- 1995 : Acteur X pour vous servir (court métrage)
- 1999 : HPG, son vit, son œuvre
- 2001 : Hôpital Psychiatrique de Garnison (court métrage)
- 2004 : Hypergolique (court métrage)
- 2004 : 21 x 5 (court métrage)
- 2006 : On ne devrait pas exister (Quinzaine des réalisateurs au Festival de Cannes 2006)
- 2012 : Les Mouvements du bassin
- 2013 : Ma version (court métrage)
- 2014 : Fils de (Festival du film de Locarno 2014)
- 2018 : Marion

## Publication
- Autobiographie d'un hardeur, entretiens avec Stéphane Bou et Karine Durance, Hachette, 2002